# 江田行義
江田 行義（えだ ゆきよし）は、南北朝時代の武将。

## 生涯
江田氏は上野国新田郡世良田郷を支配する新田氏流世良田氏の一族。『太平記』によれば元弘3年（1333年）5月、惣領家の新田義貞の挙兵に従い、鎌倉の戦いにおいて同族の大舘宗氏と共に極楽寺坂方面の大将を務めたとされる。しかし史料上では江田氏の極楽寺坂における活躍の様子は確認できず、実際は江田氏の本家筋にあたる世良田満義が大将を務めていたという指摘がある。建武政権では、武者所三番頭人を務めた。
建武2年（1335年）に足利尊氏が政権から離反すると、義貞に従い足利氏一派の追討にあたり、新田軍の中核として活躍した。延元元年（1336年）3月に尊氏が九州へ逃れた際には、病気の義貞に代わり大舘氏明と共に中国地方平定のために出陣し、播磨国室山で赤松則村を撃破する軍功を挙げた。しかし同年5月の湊川の戦いで再挙した足利軍の前に敗れた。同年10月、比叡山で後醍醐天皇が義貞を見捨てて下山し、尊氏と和睦しようとした際は、新田一族内に主戦論を唱える者が多い中、大舘氏明と並ぶ数少ない和平派となり後醍醐天皇に従った。北陸に向かった義貞とは袂を分かち、以降は南朝方として丹波高山寺城を拠点に奮戦するが、その後の消息は不明。